# Катон-Карагайський сільський округ
Като́н-Карага́йський сільський округ (каз. Қатонқарағай ауылдық округі, рос. Катон-Карагайский сельский округ) — адміністративна одиниця у складі Катон-Карагайського району Східноказахстанської області Казахстану. Адміністративний центр — село Катон-Карагай.
Населення — 4185 осіб (2021; 5522 у 2009, 8288 у 1999, 8688 у 1989).
Станом на 1989 рік існувала Катон-Карагайська сільська рада (села Жанаульго, Кабирга, Каменка, Катон-Карагай, Шингистай).

## Склад
До складу округу входять такі населені пункти:
| Населений пункт     | Старі назви | Населення, осіб (1989) | Населення, осіб (1999) | Населення, осіб (2009) | Населення, осіб (2021) |
| ------------------- | ----------- | ---------------------- | ---------------------- | ---------------------- | ---------------------- |
| Жана-Ульга, село    | Жанаульго   | 620                    | 594                    | 444                    | 315                    |
| Кабирга, село       | -           | 330                    | 310                    | 246                    | 177                    |
| Катон-Карагай, село | -           | 6364                   | 5900                   | 3869                   | 3096                   |
| Мойилди, село       | Каменка     | 324                    | 276                    | 145                    | 39                     |
| Шингистай, село     | -           | 1050                   | 1208                   | 818                    | 558                    |